# Orgeln der St.-Marien-Kirche (Stralsund)
Die beiden erhaltenen Orgeln der St.-Marien-Kirche in Stralsund stammen aus den Jahren 1659 bzw. 1906. Sie wurden von Friedrich Stellwagen und Barnim Grüneberg geschaffen. Die von Friedrich Stellwagen geschaffene Hauptorgel aus dem Jahr 1659 gehört zu Norddeutschlands bedeutendsten Barockorgeln.

## Hauptorgeln

### Orgeln bis 1647
Eine erstmalige urkundliche Erwähnung findet eine Orgel in der Marienkirche im Testament des Wendel Bucke im Jahr 1492, der darin zwei große Kannen für die Orgel vermacht. 1493 baute Johann Sculte eine Orgel; dieser errichtete einige Jahre später auch noch eine zweite, kleinere Orgel in St. Marien. Die von ihm gebaute Hauptorgel hatte ihren Platz im Chorumgang.
Eine im 16. Jahrhundert wahrscheinlich von Nikolaus Maaß gebaute Orgel stand auf einer Empore an der Westfront des Langhauses. Ein Johann Müller stiftet in seinem Testament 1571 für den Bau der neuen Orgel 30 Mark.
Am 10. August 1647 brannte die Spitze des laut der Überlieferung 151 m hohen Kirchturms der Marienkirche, der die Kirche für zwei Jahrzehnte (von 1625 bis 1647) zum weltweit höchsten Gebäude gemacht hatte, infolge eines Blitzschlags ab. Die Trümmer durchschlugen die Gewölbe über der Orgel und vernichteten letztere. Des Weiteren brannte der Dachstuhl ab.
Die Orgel von Nikolaus Maaß wurde wahrscheinlich zerstört; eine Kirchenrechnung im Archiv der Marienkirche vermerkt für das Jahr 1649 die Zahlung von 12 Reichstalern an einen Orgelbauer, der am „posetif“ (Positiv) Arbeiten vorgenommen hatte – wohl an der kleineren der beiden von Sculte erbauten Orgeln.
Diese Orgel wurde wohl beim Neubau durch Friedrich Stellwagen abgebrochen.

### Die Stellwagen-Orgel
Zwei Jahre nach dem Einsturz der Turmspitze war das Dach wieder repariert, nach zwei weiteren Jahren waren auch die Gewölbe geschlossen, so dass der Neubau einer repräsentativen Orgel angegangen werden konnte. Sie wurde vom Orgelbauer Friedrich Stellwagen in den Jahren von 1653 bis 1659 gebaut und ist eine der wenigen Neubauten Stellwagens.

#### Bau durch Friedrich Stellwagen 1653–1659

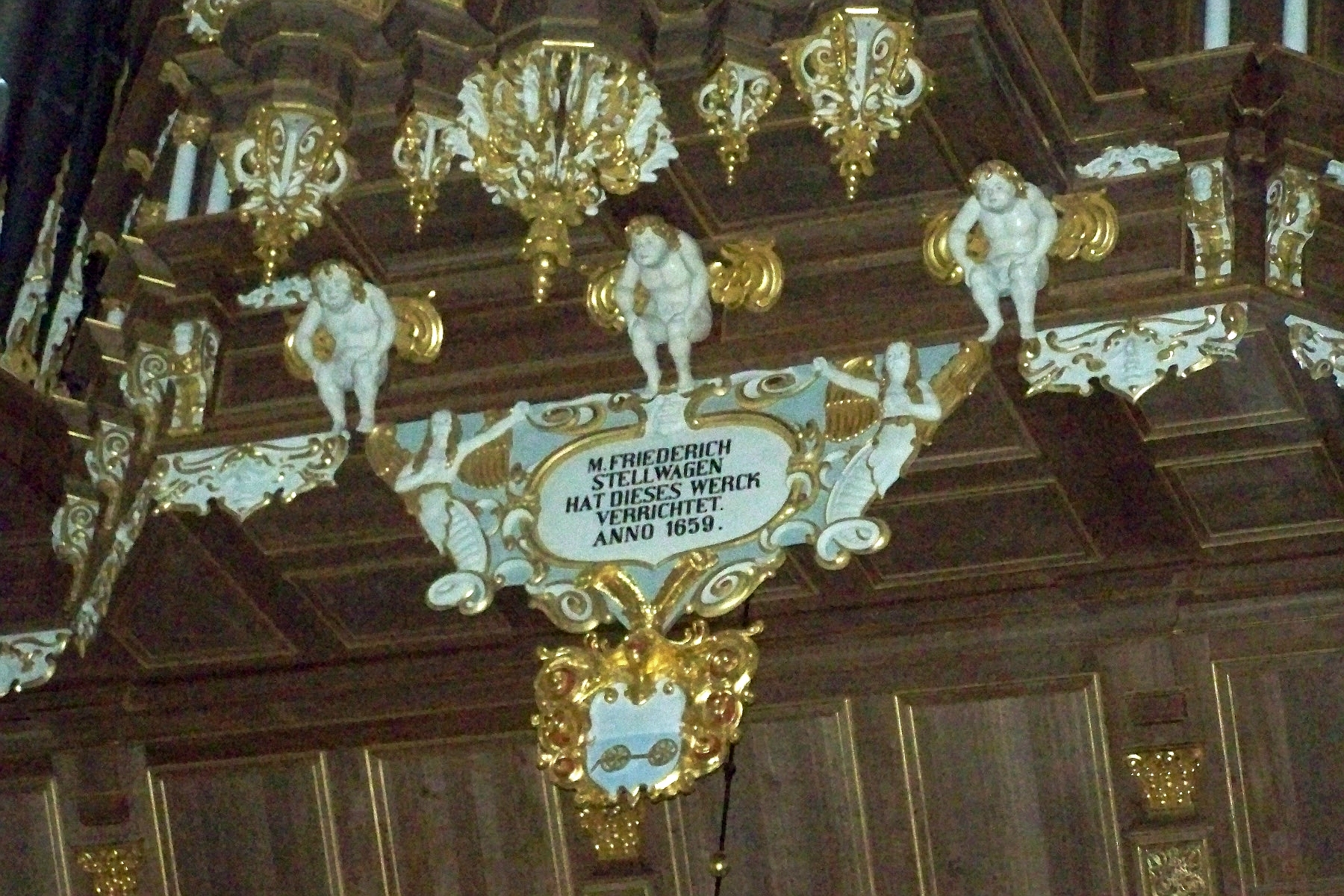
Inschrift des Erbauers

Aus dem Jahr 1653 stammt die erste urkundliche Erwähnung eines Orgelneubaus in St. Marien. Ein Ratsprotokoll vom 27. Juni 1653 genehmigt den Bau der Orgel, nennt allerdings nicht den Namen des Orgelbauers, der seine Pläne vorgestellt hatte. Ein weiteres Ratsprotokoll vom 1. August 1653 bestätigt die Genehmigung. Die Finanzierung des Baus oblag der Mariengemeinde, welche damals über reichliche Mittel verfügte und hinsichtlich Größe und Kosten der Orgel praktisch ohne Einschränkungen planen konnte.
Aufgrund der Qualität seiner kleinen, in der Johanniskirche gebauten Orgel fiel die Wahl auf Stellwagen. Er war 1653 allerdings noch mit Aufträgen für zwei Jahre eingedeckt, welche er nach der Entgegennahme einer Anzahlung für die Stralsunder Marienorgel zunächst in seiner Lübecker Werkstatt abarbeitete. Während Stellwagen noch in Lübeck tätig war, errichteten ein Stralsunder Zimmermeister und seine Gehilfen den Prospekt nach Stellwagens Angaben. 1655 traf dieser dann mitsamt seinem Hausstand, seinen Mitarbeitern und zwölf Blasebälgen für die neue Orgel per Schiff in Stralsund ein. Er mietete ein Haus in der Tribseer Straße und richtete in den Turmhallen der Marienkirche seine Werkstatt ein.

Über den Bauverlauf ist wenig bekannt. Die Fertigstellung des Werks fiel auf Ostern oder Pfingsten 1659. Die Orgel wurde im Oktober 1659 abgenommen, worauf die heute noch vorhandenen Musikemporen gebaut wurden – entsprechend zu den Emporen in der Lübecker Marienkirche, deren große Orgel (einschneidend umgebaut und erweitert durch Stellwagen 1637–1641) der Stralsunder Marienorgel offenbar als Vorbild diente. Friedrich Stellwagen selbst verstarb kurz nach Vollendung des Baus.

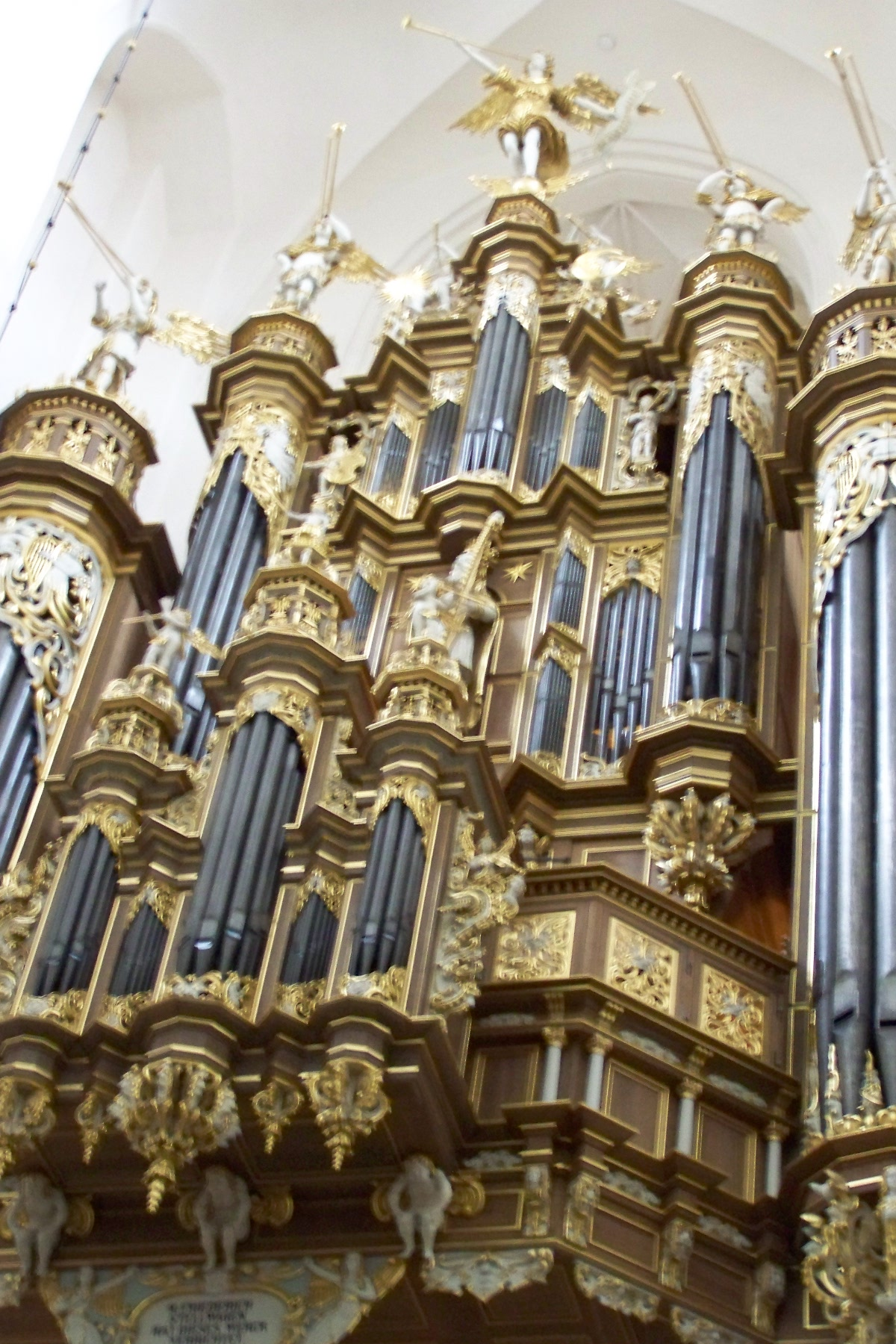
Werkaufbau der Stellwagen-Orgel

Der Orgelprospekt mit seinen im niederländischen Knorpelstil gehaltenen Schmuckmotiven zählt zu den repräsentativsten Orgelprospekten des Frühbarock. Im Mittelpunkt dieses Hauptwerks steht König David als Stammvater geistlicher Musik. An oberster Stelle befinden sich die Pfeifen des Oberpositivs.
Zahlreiche geschnitzte und bemalte Figuren, Flammenzungen, Fratzen und andere Elemente verzieren die 20 Meter hohe Fassade. Musizierende Engel, Sonne, Mond und Sterne und eine geflügelte Weltkugel als Krönung der Orgel knapp unter dem Gewölbe der Kathedrale zählen zum Schmuckreichtum. Unterhalb des Gehäuses hängt ein Engel, der auf einer Fanfare bläst. Zwei der allesamt in den Kirchenraum gewandten Engel umfassen unter dem Rückpositiv das Familienwappen Stellwagens (ein Wagengestell) und die Inschrift „M. Friederich Stellwagen hat dieses Werck verrichtet. Anno 1659“. Auf der höchsten Bekrönung des Prospektes steht ein Engel auf der Weltkugel, in seinem rechten Arm ein Instrument und im linken Arm ein Spruchband mit der Aufschrift „S. Dominus Deus Sabaoth“ haltend.
Die Orgel steht am westlichen Ende des Langhauses auf einer Empore, die sich mit elf Metern Breite über die Breite des gesamten Mittelschiffs erstreckt. Die Empore wurde schwalbennestartig zwischen den inneren Turmpfeilern angebracht, mit 12,50 Metern über dem Fußboden gut drei Meter höher als die Vorgängerempore für die von Stellwagen abgerissene Hauptorgel. Die Empore war ursprünglich von den beiden Seitenböden und von der nördlichen Turmtreppe aus erreichbar.
Die Empore wird durch freitragende Eichenholzbalken getragen. Zum Kircheninneren ist die Empore mit Holz verkleidet.
Die als Werkorgel gefertigte barocke Orgel von St. Marien weist Hauptwerk, Oberpositiv, Rückpositiv und Pedalwerk auf. Das Hauptgehäuse enthält die übereinander angeordneten und in der Waagerechten durch Abstand getrennten Werke Hauptwerk und Oberpositiv sowie den Spielschrank mit drei Manualen und Pedal und den Registerzügen. Das Pedalwerk steht links und rechts, durch großen Abstand getrennt, vom Hauptwerk und dem Rückpositiv. Das hinter dem Spieltisch befindliche Rückpositiv ragt in den Kirchenraum hinein.
Klanglich ist die Orgel durch enge Mensuren, verbunden mit einem obertonreichen und klaren Klang, sowie durch zwölf Zungenstimmen geprägt.
Die sichtbaren Pfeifen im Prospekt sind bis auf sechs im Hauptwerk und Oberpositiv befindliche Pfeifentürme klingend. Die Enden der sichtbaren Pfeifen sind hinter verzierten Schleierbrettern verborgen.
Links und rechts des Spieltischs sind die Registerzüge angeordnet. Auf der linken Seite befinden sich:
- Trommet Mixtur Rauschpfeife Superoctave Octava Bordun Werckventil
- Glöcklein Krumhorn Scharrfs Nasard Octava Blockflött Ventil
- Cornetbaß Trommetb Posaunenb Nachthornenb Superoctavb Spitzflöttb Principallb Ventil
- Regal Dulzian Scharffs Sesquialtra Feltpfeiffe Gedackt GrQuintadeen Ventil

Rechts sind folgende Registerzüge angeordnet:
- Tremulant Principall Spitzflött Hollquinta Hollflött Flachflött Scharffs
- Zimbelstern Principall Holflött Kl.Quintadeen Gemshorn Trommett Schallmey
- Trommell Grossprincipallbass Gedacktuntersatzb Octavenb Feltpfeiffenb Mixturb Dulzianb Schallmeyb
- Vogelgeschrei Principall Dultzflött Quintadeen Octava Sifflitt Zimbell Trichter Regal

#### Reparaturen durch Ernst Julius Marx 1775–1778
Paul Schmidt aus Rostock schilderte den Provisoren am 12. August 1763 Mängel der Stellwagen-Orgel, die durch unsachgemäße Benutzung entstanden. 1770 entstanden nach einer Explosion im nahe der Kirche am Tribseer Tor gelegenen Pulverturm starke Schäden an der Orgel. Fünf Jahre nach der Beschädigung baten die Provisoren von St. Marien den Rat der Stadt um Genehmigung der Reparatur.

„Unsere Orgel die nach ihrer ersten Einrichtung zu den besten Orgeln Deutschlands gehöret, ist durch Alter und gewaltsame Beschädigung, die sie bey Aufsprengung des Pulverthurmes erlitten, so sehr verdorben worden, daß sie gegenwärtig fast unbrauchbar zu nennen ist. (...) Es finden sich ganze Register, die keinen Ton geben, und es ist nicht ein einziges Register vorhanden, welches nicht beschädigt wäre.“

Während der Rat Paul Schmidt für die Ausführung der Reparaturen bevorzugte, lehnten die Provisoren diesen als „altfränkisch“ ab und bestanden darauf, Ernst Julius Marx zu beauftragen. Der Organist der Kirche, Georg Ludwig Zeidler, hatte Marx empfohlen. Zeidler sah Marx als Vertreter der „Silbermann'schen Schule“, er sah Vorteile bei der Bauart der Bälge, der Windleitungen und im höheren Winddruck; weitere von Zeidler in einer Stellungnahme erwähnte Vorteile der „Silbermann'schen Schule“ lassen darauf schließen, dass er in Unkenntnis der Werke stand und die Stellungnahme vorwiegend erstellte, um die Provisoren von Marx zu überzeugen. Zeidler fertigte eine Aufstellung der nach seiner Ansicht nötigen Reparaturen an. Der Rat der Stadt ließ eine solche Aufstellung auch durch Paul Schmidt fertigen.
Letztlich wurde doch Ernst Julius Marx mit der Reparatur beauftragt. Ein Kostenvoranschlag vom 5. Juli 1775 über 900 Reichstaler in Gold umfasste zahlreiche Änderungen, die überwiegend den Wünschen Zeidlers entsprechen. Dazu gab Marx einige mündliche Zusagen ab, die die Windstärke betrafen. Mit Schreiben vom 28. Juli 1775 teilten die Provisoren der Stadt mit, dass die Orgel „so als eine neue werden müßte“ und sie den Zensoren als eine neue übergeben werden würde. Auch sei Marx verpflichtet worden, zusätzlich auftretende Aufgaben ohne zusätzliche Bezahlung zu verrichten. Von 1775 bis 1778 wurde die Orgel daher von Ernst Julius Marx repariert; er nahm auch einige Umbauten vor. Für den Einbau einer Quinta 6′ im Pedal mussten beispielsweise andere Register weichen. Aus Ratsprotokollen der Stadt Stralsund ist ersichtlich, dass die Reparaturarbeiten nicht gewissenhaft durchgeführt worden sind.
Der Organist der St.-Nikolai-Kirche, Johann Christoph Escherich, vermerkte bei einem Gebrauch der Orgel vor der Abnahme, dass deren Stimmung höher sei als zuvor. Am 4. und 5. Mai 1778 fand unter Leitung von Altermann Wadman die Abnahme der Orgel durch den von den Provisoren bestellten Organisten Johann Diedrich Tiedemann aus Rostock und die durch den Rat der Stadt bestellten Organisten Paul Schmidt und Musikdirektor Escherich statt.
Tiedemanns Gutachten folgt dem Kostenvoranschlag Marx’, die von Marx mündlich gemachten Zusagen erwähnt Tiedemann nicht; es fehlen die Gradzahlen der Windladen, einige neue Register bzw. die Entfernung alter Register werden gar nicht aufgeführt. Escherich dagegen führt in seinem Bericht vom 11. Mai 1778 aus, dass der Winddruck nicht der von Marx angegebenen Stärke entspräche, dass bis auf die Baßlade alle Windladen durchstechen würden; die neue „Vox humana“ sei ein „brauchbares Register“, klinge aber nicht nach einer menschlichen Stimme. Escherich erwähnte zudem, dass Tiedemann während seiner Abnahme zahlreiche Ermahnungen geäußert habe. Er erwähnt auch nochmals, „(...) daß die Orgel ietzt anderthalb-Viertel Thon höher steht, wie vorhin, und daß (...) niemals eine reelle und harmonische Kirchen Musik wird können auf geführt werden (...)“. Paul Schmidt äußert sich in seinem Bericht wie folgt:

„Das aber kann ich mit Bestande der Wahrheit behaupten, daß ich nach der vorgenommenen Reparation des Orgelwercks, nichts besonder daran gehöret noch gesehen habe, sie hat sich in Absicht des Tons oder des Klanges nicht verbeßert (...).“

Schmidt lehnte, ebenso wie Escherich, die neu gefertigten und mit Gewichten belegten Bälge ab. Dass die neuen Bälge aus Tannenholz statt, wie die alten, aus Eichenholz gefertigt wurden, stellt Paul Schmidt einzig als Kostenfrage hin, „weil das eichene kostbarer und theurer ist“. Schmidt führte ferner aus, dass seiner Ansicht nach Ernst Julius Marx zwar tatsächlich mehr Wind auf die Orgel gegeben, dabei aber auch für einen höheren Ton gesorgt habe – dies darf allerdings nach Dietrich W. Prost in seinen Ausführungen zur Orgel im Jahr 1966 bezweifelt werden, da diese Aussage im Gegensatz zu der Paul Schmidts stehe, dass die Orgel wie vordem klinge. Wahrscheinlich ist, dass Marx keineswegs für mehr Winddruck gesorgt hat. Überhaupt wird die Abnahme an sich durch den vom Rat bestellten Wadmann angezweifelt: Nach Wadmanns Bericht von der Abnahme hatte Provisor Stegemann versucht, die Abnahme einzig durch Tiedemann vornehmen zu lassen. Nach Wadmanns Darstellung der Abnahme habe Marx während dieser zugegeben, dass Bälge ohne Gewicht weit besser seien; auch habe Tiedemann etliche Mängel festgestellt. So würden „einige 50. Stück“ Pfeifen nicht ansprechen oder den unrechten Ton ausgeben, auch die Vox humana sei keiner menschlichen Stimme ähnlich. Tiedemann habe die Abnahme am ersten Tag dann abgeschlossen, am nächsten Tag habe er die angekündigte Untersuchung der Harmonie der Orgel und des Pedals für unnötig erklärt und die Vox humana für „recht schön“ befunden; auch befand Tiedemann, die Orgel habe „den wahren Chorton“, obwohl selbst Marx noch am Vortag zugegeben hatte, „daß es war wäre, das die Orgel die Höhe über den Chorton hätte, die H Escherich angegeben, aber daß er nicht dafür kente, und es auch nicht abaendern imstande wäre (...)“.
Letztlich wurde die Orgel jedoch ohne weitere Änderungen abgenommen.
Schriftliche Aufzeichnungen der Disposition nach der Marx'schen Bearbeitung sind nicht vorhanden.

#### Reparaturen durch Christian Kindt 1794
Seit dem Bau der Orgel 1659 hatte sich die Auffassung vom Orgelspiel wesentlich geändert.
Der in Stralsund tätige Orgelbauer Christian Kindt war vom Rat der Stadt ab 1790 mit der Pflege der Stralsunder Orgeln beauftragt worden. Die Provisoren von St. Marien verpflichteten sich am 6. Mai 1791 wie zuvor schon die von St. Nikolai, St. Jakobi und St. Johannis, dem Orgelbauer Kindt pauschal ein Entgelt zu bewilligen. Bis zu seinem Tod im Jahr 1803 betreute somit Christian Kindt auch die von Friedrich Stellwagen gebaute und von Ernst Julius Marx nur unwesentlich veränderte Orgel in der Marienkirche von Stralsund.
1794 musste die Orgel erneut in größerem Umfang repariert werden. Der mit der Pflege betraute Stralsunder Christian Kindt verringerte dabei unter anderem die Chorzahl der Mixturen. Die Abweichungen zwischen der Disposition Stellwagens und der von Johann Friedrich Dammas zu Beginn des 19. Jahrhunderts erstellten Disposition der Orgel lassen zunächst eine grundlegende Änderung annehmen, wobei es neben Änderungen des Registerbestandes auch lediglich Änderungen der Registernamen gab.

#### Umbau durch Carl August Buchholz 1828
Stralsund geriet um die Wende vom 18. zum 19. Jahrhundert unter die Herrschaft verschiedener Nationen. Im Dezember 1807 griffen die Franzosen die Stadt an, woraufhin die Marienkirche als Unterkunft für die durch Abbrennen der Vorstädte obdachlos gewordene Stadtbewohner diente. Diese erste Fremdnutzung dauerte bis April 1808. Am 24. April 1808 wurden dem Orgelbauer Rützner von der Mariengemeinde drei Reichstaler für Reparaturen an der Orgel gezahlt. Ab Mai 1808 bezog die Landwehr das Kirchengebäude, und ab 1808 bis 1810 diente die Marienkirche den Franzosen als Proviantmagazin. Am 24. August 1817 fand der erste Gottesdienst nach dem Leerzug des Kirchenraums und der Wiederherstellung der Kircheneinrichtung statt. Die Provisoren der Marienkirche ersuchten den Rat der Stadt im selben Jahr darum, zur Sanierung der Orgel eine Sammlung durchführen zu dürfen.
Die Instrumentenmacher Witt und Weith gaben Berichte über die Orgel ab. Witt gibt Störungen an Bälgen, Kanälen, Windladen und an der Mechanik an; zudem fehlten „77 Pfeifen, 17 Mundstücke und 20 Aufsätze, unter den Pfeifen sind ohngefähr 800 verbogen theils sehr in Unordnung“. Weith berichtet am 12. Dezember 1817 von weit größeren Lücken, vor allem im Hauptwerk. Beide gaben Umdisponierungsvorschläge ab, Witt gab Kosten um 1200 Reichstaler, Weith Kosten um 1600 Reichstaler an.
Nachdem die Orgel sieben Jahre im beschriebenen Zustand geblieben war, wurde 1824 der Organist der in Gingst von Christian Kindt gefertigten Orgel, Johann Friedrich Dammas, um einen Bericht über den Zustand der Orgel gebeten. Dammas gab am 23. Juni 1824 seinen in zehn Abschnitte gegliederten „(...) Bericht über den Gegenwärtigen höchst schadhaften Zustand der Orgel in der Marien-Kirche in Stralsund“ ab. Nach Abschnitt III des Berichts fehlten „im Hauptwerk von mehreren Stimmen fast alle Pfeifen“, „auch im Pedal (...) sind sehr viele Pfeifen entwendet“, das „Rückpositiv (...) seufzt nach Hilfe“. Dammas schlug die Anlage einer weiteren Koppel (RW/HW) neben der bestehenden Koppel (OW/HW) vor. Er empfahl zur Ausführung der Reparatur die Orgelbauer Carl August Buchholz und Hamann.
Aufgrund dieses Berichts und der Empfehlungen wandte sich der Rat an Carl August Buchholz. Dieser besichtigte im Herbst 1826 die Orgel von St. Marien und fertigte am 29. September 1826 einen Kostenvoranschlag, in dem er die Zahl von 2613 Pfeifen nennt. Am 9. Oktober 1826 fanden im Stralsunder Rathaus die Verhandlungen zwischen dem Rat der Stadt, vertreten durch Syndicus Brandenburg und Ratsverwandten Charisius, den Provisoren von St. Marien und Buchholz statt. Buchholz verlangte 2709 Taler Kurant für seine Arbeiten und erklärte sich letztlich mit der Zahlung von 2650 Talern einverstanden. Der Rat der Stadt stimmte diesem am 11. Oktober 1826 zu.
Im Frühjahr 1828 begannen die Arbeiten an der Orgel. In die Windlade des Hauptwerks schrieben die den Auftrag ausführenden Orgelbauer mit Bleistift:

„diese Orgel wurde Repariert in Jahr 1828 / von den Hernn Buchholz aus Berlien die Gehülfen / Waren Gotlob Pohl aus Schlesiegen gebürtig / Christian Speckman aus Herford in Westfalen / Robert Müller aus Breslau, die übrigen / waren Tischler aus Stralsund / das Gehülfen Lohn ist die Woche 2 Tahler / mit be Köstigung, / dieses Schreibt Christian / Speckmann Orgelbauer / C.H.Speckmann. / die Herren wissen die selbiges / lesen das wier hier dieser zeit / das Wallensteins fest welches / 200 jährig ward erlebt haben / eine groß Feierlig Keit herrscht in Stralsund“

Buchholz wich letztlich in einigen Punkten von den im Kostenvoranschlag gemachten Änderungswünschen ab. Er ließ über die Hälfte der Pfeifen neu herstellen. Am 11. Dezember 1828 fand die Abnahme der Orgel durch Musikdirektor Suck, Kantor Dammas und Instrumentenmacher Weith statt. Der Bericht über die Abnahme führt aus:

„Verglichen mit dem Contracte des H. Buchholtz haben wir alle sichtbaren Teile der Orgel nachgesehen und gefunden, daß alles gemäß dem treu und gut geliefert ist.“

Nach diesem Bericht fertigte Buchholz zusätzlich zu seinen vertraglich vereinbarten Änderungen weitere Arbeiten aus. Buchholz musste viel Zerstörtes ersetzen, passte aber alles dem Vorhandenen an. Somit blieb, trotz zahlreicher notwendiger Veränderungen wie des fast komplett neu angefertigten Hauptwerks, die klangliche Eigenart erhalten. Carl August Buchholz fühlte sich dem Klang der Barockorgeln verpflichtet. Daher führten letztlich auch die Arbeiten am Pedal, am Rückpositiv und am Oberwerk nicht zu einem neuen Klangbild.
Während seiner Arbeiten an der Orgel der St.-Nikolai-Kirche von 1839 bis 1841 hat Carl August Buchholz wahrscheinlich auch an die Orgel der Marienkirche weiter betreut, zudem waren die Instrumentenmacher Witt und Weith am Instrument tätig. Des Weiteren betreuten die Orgel die Orgelbauer Haase, Johann Friedrich Nerlich, Matthias Fernau und Friedrich Albert Mehmel.

#### Umbau und Pflege durch Friedrich Albert Mehmel 1863–1888
Zwischen 1863 und 1873 lag die Pflege bei Friedrich Albert Mehmel aus Stralsund. Mehmel war 1859 Bürger von Stralsund geworden und hatte das Unternehmen von Matthias Fernau übernommen. Er arbeitete von 1863 bis 1873 an der Hauptorgel von St. Marien, wegen seiner zahlreichen Verpflichtungen an anderen Orten war er jedoch nicht ununterbrochen hier tätig. Am 21. März 1863 gab Mehmel einen Kostenvoranschlag ab, der nach und nach erweitert wurde. Mehmel nahm klangliche folgende Veränderungen an Cornett 4-fach im Hauptwerk, Bordun 16′, Äoline 8′, Flauto traverso 8′ und Clarinetto 8′ im Oberwerk. Piffaro 8′ im Rückpositiv und Violon 32′ und Posaune 32′ im Pedalwerk vor. Zudem reparierte er viele Pfeifen, hauptsächlich der Zungenstimmen. Er baute eine neue Traktur für Hauptwerk und Rückpositiv, eine neue Klaviatur und ein Tremulant im Oberwerk. Auch fertigte er eine neue Pedalklaviatur, Pedalzusatzlade für die 32'-Register, Registerknöpfe samt Porzellanplatten und Schilder für die Registerreihen. Er stellte einige Register um, verbesserte den Schweller im Oberwerk und ersetzte im Oberwerk die Lederpulpetten durch Messingplatten.
Dietrich W. Prost beurteilt Mehmels klangliche Arbeiten am Instrument einschränkend, da Mehmel „sich nicht der Tradition den norddeutschen Barockorgel anzuschließen“ vermochte.
Auf Antrag des Organisten Leesch wurde 1874 ein Vertrag mit Friedrich Albert Mehmel über die Pflege der Stellwagen-Orgel geschlossen.

#### Die Orgel von 1888 bis 1943
Nach dem Tod Friedrich Albert Mehmels im Jahr 1888 übernahm sein Sohn Paul Mehmel die Instrumentenpflege. Als dieser bald darauf ebenfalls starb, ging die Pflege an August Stutz über. Im Gegensatz zu vielen anderen Orgeln konnten die Pfeifen der Stellwagen-Orgel im Ersten Weltkrieg vor dem Einschmelzen bewahrt werden.
Auf Antrag sämtlicher Stralsunder Organisten wurde August Stutz im Jahr 1922 die Pflege; beauftragt wurde dann die Orgelbaufirma Jaiser & Stephan. Ein zeitweise erwogener Vertrag mit Felix Grüneberg kam nicht zustande.
1928 wurde die Orgel wieder spielbar gemacht. Anlässlich der Feiern zum 300. Jahrestag der erfolgreichen Abwehr von Wallensteins Truppen erklang die Stellwagen-Orgel wieder. Nach den Ideen der Ende der 1920er Jahre aufgekommenen Orgelbewegung war sie den Klangidealen der Barockzeit wieder angepasst worden. Für eine notwendige umfangreiche Sanierung jedoch fehlte das Geld.

#### Abbau im Zweiten Weltkrieg
Am 16. Juni 1943 wurde die Orgel zum letzten Mal im Zweiten Weltkrieg gespielt, danach wurde das Instrument in das Gutsschloss in Keffenbrink nahe Grimmen gebracht. Einzig das Balkengerüst sowie einige der größeren Pfeifen verblieben in der Marienkirche. Allerdings gingen einige Teile der Orgel in Keffenbrink verloren, andere wurden beschädigt. Im Winter 1946 wurden die hölzernen Bestandteile des Unterbaus verheizt.

#### Wiederaufbau und Restaurierung 1952–1959
Ein Gutachten des Orgelbauers Karl Schuke nach Kriegsende regte den 1946 beginnenden Wiederaufbau der nunmehr in der Kirche gelagerten Orgelteile an. Die Restaurierung geschah in den Jahren 1952 bis 1959; zu ihrem 300. Jahrestag 1959 erklang die Orgel, gespielt von Dietrich W. Prost, wieder. Weitere Restaurierungen folgten, maßgeblich beteiligt waren die Firmen Carl Giesecke (Göttingen) und die Alexander Schuke Potsdam Orgelbau GmbH (Potsdam). Der Wiederaufbau verzögerte sich allerdings angesichts der wirtschaftlichen und der politischen Situation in der DDR.
Im Jahr 1993 erfolgte eine Generalreinigung des Orgelwerks, die Reparatur defekter Teile und der Umbau des Blasebalgs.

#### Restaurierung durch Wegscheider 1999–2008
Von Oktober 1999 bis Mai 2000 führten das Göteborg Organ Art Center (GOArt), die Orgelbaufirmen Wegscheider (Dresden) und Schuke (Potsdam) sowie ein Restauratorenteam, finanziert von der Alfried Krupp von Bohlen und Halbach-Stiftung, eine Bestandsaufnahme und Dokumentation der Orgel durch. Die von der Kirchengemeinde berufene Orgelkommission verpflichtete die Intonateure Gunter Böhme und Hans van Rossum für alle klanglichen Arbeiten am Instrument. Van Rossum sollte auch die Herstellung der Zungenpfeifen, der Klaviaturen und der Registerknöpfe übernehmen, Wegscheider alle weiteren Arbeiten. Die Firma Schuke hatte ihre weitere Mitarbeit an einer Restaurierung abgesagt.
Am 7. Februar 2004 (an diesem Tag im Jahr 1603 war Friedrich Stellwagen getauft worden) wurde der Restaurierungsvertrag unterzeichnet. Die Orgel wurde am 3. Oktober 2004 in einem Abschiedskonzert gespielt. Direkt im Anschluss, am 4. Oktober 2004, begann die umfangreiche Restaurierung mit dem Ausbau der Pfeifen. Am 8. Oktober 2004 wurden der Orgelkommission drei verschiedene Stimmungen vorgeführt, jedoch noch keine Entscheidung getroffen.
Kristian Wegscheider hatte im Juli 2004 schon aus dem 17. Jahrhundert stammende Balganlagen in Zutphen und in Redefin besichtigt, um Aufschluss über Konstruktion und Proportion zu gewinnen; über die originale Anlage der Stralsunder Orgel gab es nur wenig Informationen. Die einzige Größenangabe stammt von Paul Schmidt aus dem Jahr 1775. Er vermerkte eine Länge von sieben Fuß, sechs Zoll, bei einem Fußmaß von 285,1 mm. Da Stellwagen offenbar ein Verhältnis von 7:4 angewendet hatte, wurden die neuen Bälge mit Außenmaßen von 2,1 m × 1,22 m gefertigt. Bei der Demontage der Kanalanlage im Oktober 2004 stellte man fest, dass vom Original nur noch vier kleine Kanäle vorhanden waren. Diese waren aus Kiefernholz gefertigt. Alle zwölf Bälge der Orgel hatten mit gemeinsamem Winddruck gewirkt; bei der Restaurierung wurden jedoch drei waagerechte Sammelkanäle für jede Balgebene angelegt, um die Teilwerke zu separieren. Aus dem zusätzlich gebauten, 325 kg schweren 13. Keilbalg mit Motorbetrieb gelangt Wind in den oberen Sammelkanal. Im Mai 2005 wurden die Bälge eingebaut. Der letzte Balg wurde am 8. Juni 2005 mit einem Lastensegler nach Stralsund gebracht und von Soldaten zur Kirche getragen; auf diese Weise hatte auch Stellwagen seine Blasebälge zur Kirche gebracht. Die neue Balganlage wurde am 22. September 2005 mit den noch vorhandenen Pfeifen im Rückpositiv und Pedal getestet und im Oktober 2005 von der Orgelkommission abgenommen.
Das Orgelgehäuse sollte die in den 1950er Jahren gewählte Farbfassung behalten. Eine Rückkehr zur originalen Eichenholzfassung schien ausgeschlossen, da die Firma Schuke damals die rekonstruierten Teile aus Kiefernholz gefertigt hatte und eine Neufassung sehr aufwendig wäre. Dennoch erstellte Wegscheider im November 2004 einen Kostenvoranschlag für einen Unterbau mit neuem Eichenholz, auch die Profilkränze der Pedaltürme sollten aus Eiche gefertigt werden. Am 8. Juni 2005 stimmte die Hermann-Reemtsma-Stiftung einer Rekonstruktion des Unterbaus in Eichenholz zu.
Nach dem Test der Balganlage wurden auch alle weiteren Pfeifen aus dem Instrument entnommen. Sie wurden gewaschen, vermessen, untersucht und stehend einsortiert. Die Trakturen und der Spieltisch wurden ebenfalls ausgebaut. Die Rußspuren vom Brand in der Kirche in der Nacht vom 13. zum 14. Juni 2005 wurden aus der Orgel getilgt. Alle in den 1950er Jahren eingebauten Gehäuseteile wurden entfernt. Ab Anfang November 2005 wurden die in Dresden gefertigten rekonstruierten Gehäuseteile nach Stralsund gebracht und dort montiert. Die Fassung aus mit Salmiak geräuchertem Eichenholz wurde auf die originalen, überstrichenen Teile aufgebracht. Von April bis Juni 2006 wurden die Brüstungsteile und die Kränze der Pedalpfeifentürme eingebaut.

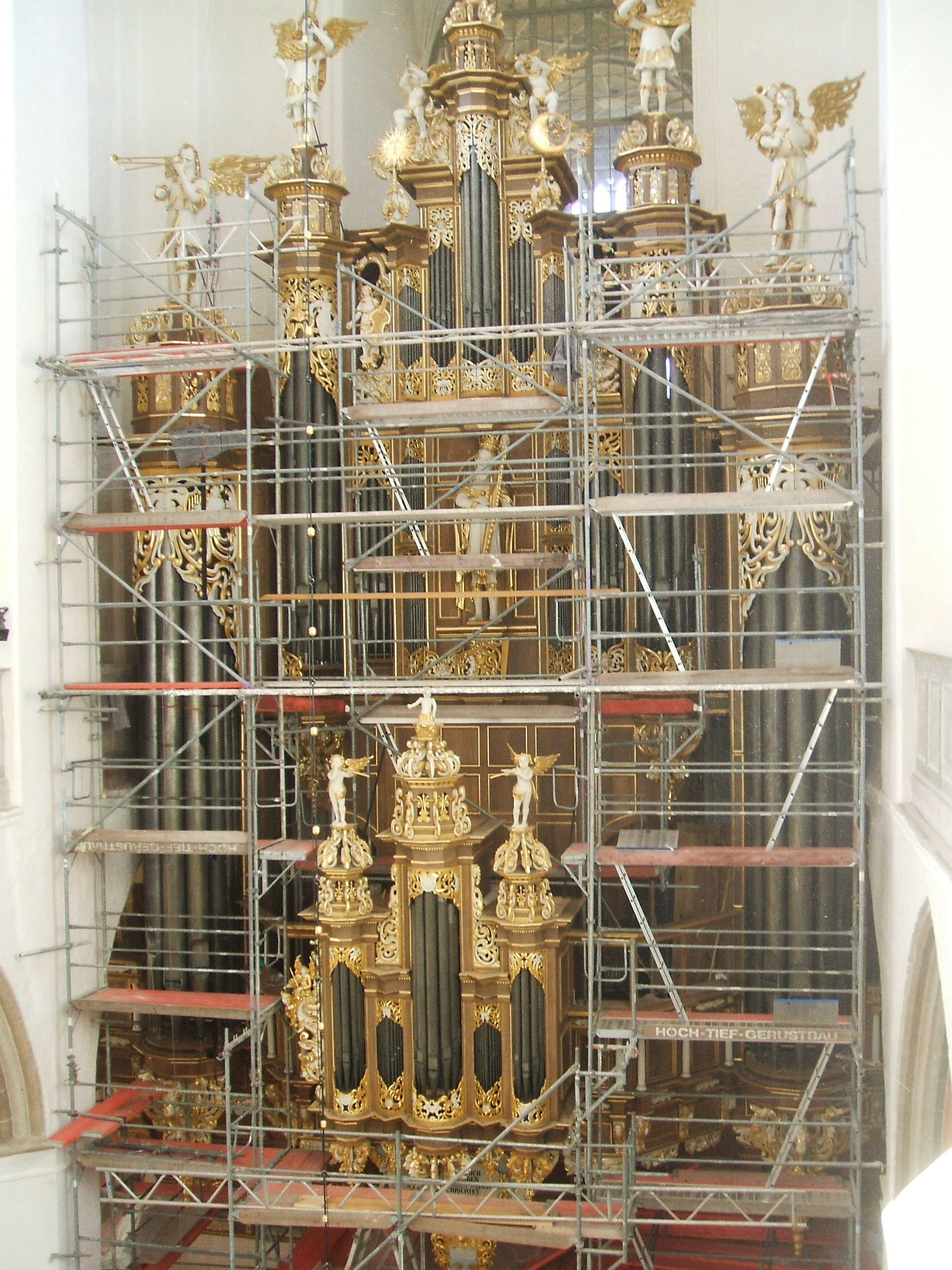
Eingerüstete Orgel, September 2007

Für den Bau der Trakturen und die Gestaltung des Spieltisches wurden Vorbilder in schwedischen, lettischen, polnischen und deutschen Kirchen verglichen. Ab September 2006 begann van Rossum mit der Holzauswahl (Schlangenholz für die Untertastenbeläge, Buchsbaum- und Nussbaumholz) und dem Zuschnitt für die Klaviaturen.
Im Juli 2006 wurden die ersten Platten für die neuen Pfeifen (eine Bleilegierung, ca. 8 % Zinnanteil, etwa 1 % Spurenelemente) auf Stein gegossen. Am 23. Juli 2008 trafen die ersten originalen Pfeifen in Dresden ein, Ende Juli begann die Rekonstruktion mit den Pfeifen der Quintadena 16′. Ebenfalls in Dresden wurden die am 8. November 2006 abgebauten Windladen rekonstruiert. Ab April 2007 wurden die Laden wieder eingebaut.
Am 10. August 2007 begann die Intonation am rekonstruierten Principal 8′ im Rückpositiv. Entschieden wurde, die Orgel mit 1/5-Komma mit leicht schwebenden Terzen zu stimmen. Die Pfeifen wurden geprüft und ggf. ausgebessert. Mitte September 2007 waren alle Prospektpfeifen ausgerichtet. Am 18. September 2007 wurde das Gerüst abgebaut. Eine Teileinweihung mit den Prospektprincipalen und ersten Pfeifen im Rückpositiv fand am 29./30. September 2007 statt. Im Ergebnis wurde die Stimmung nochmals geändert und die 1/4-Komma-mitteltönige Stimmung gewählt (reine Durterzen, dafür weniger, nämlich acht, verwendbare Tonarten).
Im November 2007 wurden dann die angefertigten Principal 16′ eingebaut. Bis zum Beginn der Intonation im April 2008 folgten weitere, kleine Pfeifen. In der Folgezeit wurden zwischen den Intonationsphasen weitere Arbeiten vollendet. Am 23. Mai 2008 wurden die letzten Labialpfeifen gefertigt.
Als Zeichen des Dankes für die finanzielle Unterstützung durch die Hermann-Reemtsma-Stiftung, die 2,25 Millionen Euro zahlte, wurde das Wappen Reemtsmas im Unterbau als zehntes Wappen angebracht.
Die Restaurierung wurde im Herbst 2008 abgeschlossen, im Oktober 2008 wurde die Orgel wieder eingeweiht.
Von Stellwagen erhalten geblieben sind etwa 550 Pfeifen, die allerdings durch die Arbeiten verschiedener Orgelbauer (Marx, Buchholz, Mehmel, Schuke) teils erhebliche Veränderungen erfahren haben. Aus späteren Perioden (vor den Restaurierungs-/Rekonstruktionsarbeiten der Mitte des 20. Jahrhunderts) ist nichts erhalten geblieben. Obwohl damit etwas mehr als ein Sechstel des ursprünglichen Bestandes die Zeit überdauert hat, umfasst dieser Altbestand im Wesentlichen die Prospektpfeifen. Erhalten sind ferner einzelne gedeckte und überblasende Stimmen im Rückpositiv, konische Pfeifen im Pedal sowie Principalpfeifen der Innenregister in allen Werken und Teile der Trompete des Hauptwerks. In diesem Bereich bestehen für die Rekonstruktion verlorener Stimmen gute Voraussetzungen. Ohne authentische Vorbilder sind jedoch Aliquote, Halbgedeckte, Zungen und sämtliche Mixturen, für deren Nachbau ähnliche Register aus anderen Werken Stellwagens (Lübeck) oder von zeitgenössischen Kollegen herangezogen werden müssen.

#### Disposition seit 2008
| I Stimmen in rückpositiff. CD–c3 |                   |       |
| 01.                              | Gr.Quintadeen.    | 16′   |
| 02.                              | Principall. *     | 08′   |
| 03.                              | Gedact.           | 08′   |
| 04.                              | Quintadeen.       | 08′   |
| 05.                              | Octava.           | 04′   |
| 06.                              | Dultz Flött.      | 04′   |
| 07.                              | Feltpfeiffe.      | 02′   |
| 08.                              | Sifflitt.         | 1 ⁄3′ |
| 09.                              | Sesquialtra. II   |       |
| 10.                              | Scharffs. VI–VIII |       |
| 11.                              | Zimbell. III      |       |
| 12.                              | Dulcian.          | 16′   |
| 13.                              | Tröchter Regal.   | 08′   |
| 14.                              | Jungfernregal     | 04′   |

| II Stimmen in werck. CD–c3 |                     |        |
| 15.                        | Principall. *       | 16′    |
| 16.                        | Bordun.             | 16′    |
| 17.                        | Octava.             | 08′    |
| 18.                        | Spitz Flött.        | 08′    |
| 19.                        | Hollquinta.         | 5 1⁄3′ |
| 20.                        | Super octav.        | 04′    |
| 21.                        | Holl Flött          | 04′    |
| 22.                        | Flachflött          | 02′    |
| 23.                        | Rauschpfeiffe II–IV |        |
| 24.                        | Mixtur VI–X         |        |
| 25.                        | Scharffs IV–VI      |        |
| 26.                        | G.Trommet.          | 16′    |

| III Stimmen in oberposidiff. CD–c3 |                 |       |
| 27.                                | Principall. *   | 08′   |
| 28.                                | Holflött.       | 08′   |
| 29.                                | Octava.         | 04′   |
| 30.                                | G.Plockflött.   | 04′   |
| 31.                                | Kl.quintadeen.  | 04′   |
| 32.                                | Nasatt.         | 2 ⁄3′ |
| 33.                                | Gemshoren.      | 02′   |
| 34.                                | Scharffs IV–VII |       |
| 35.                                | Trommet.        | 08′   |
| 36.                                | Krumhoren       | 08′   |
| 37.                                | Schalmey        | 04′   |

| Pedal Stimmen in bas. CD–f1 |                       |     |
| 38.                         | Gros.principall.Bas * | 24′ |
| 39.                         | Principall Bas.       | 16′ |
| 40.                         | Gedact.undersatz.     | 16′ |
| 41.                         | Octaven Bas.          | 08′ |
| 42.                         | Spitzflött Bas.       | 08′ |
| 43.                         | Superoctav Bas.       | 04′ |
| 44.                         | Nachthoren Bas.       | 04′ |
| 45.                         | Feltpfeiffen Bas.     | 02′ |
| 46.                         | Mixtur Bas. IV        |     |
| 47.                         | Posaunen Bas.         | 16′ |
| 48.                         | Trommet Bas.          | 08′ |
| 49.                         | Dulcian Bas.          | 08′ |
| 50.                         | Schallmey Bas.        | 04′ |
| 51.                         | Cornet Bas.           | 02′ |

Die mit * gekennzeichneten Register stehen im Prospekt.
Die Anordnung der oberen beiden Registerreihen entspricht nicht der Anordnung der Manuale, was für Neulinge an der Orgel verwirrend sein kann:
Oberste Registerreihe: werck – Hauptwerk (mittleres Manual)
Zweite Registerreihe: oberposidiff (oberes Manual)
Dritte Registerreihe: bas – Pedal
Vierte Registerreihe: rückpositiff (unteres Manual) – dies wiederum ist normal, da die Abstrakten zum Rückpositiv unter dem Fußboden entlanglaufen.
- Koppeln: III/II (Schiebekoppel).
- Spielhilfen: Werckventil, Ventil.zum.ober posidiff, Ventill.zum.bas., Ventil.zum.Rückposidiff.
- Glocklein.
- Tremulant.
- Zimbelstern.
- Trommel.
- Vogelgeschrei.

Anmerkungen
1. ↑  Ursprünglich 8′.

#### Technische Daten
- 51 Register, Pfeifenreihen, 3500 Pfeifen (ca. 550 von Stellwagen).
- Länge der größten Pfeife: F des Gros.principall.Bas 24′: etwa 9 Meter lang, Gewicht 240 kg. Steht im Prospekt. Töne C - E unbesetzt.
- Körperlänge der kleinsten Pfeife:
- Prospekt:
  - Material:
  - Höhe: ca. 20 m.
- Windversorgung:
  - Blasbälge: Ursprünglich 12 Keilbälge, derzeit Doppelfaltenmagazinbalg und Stoßfängerbälge.
- Windladen: Acht (zwei für das Hauptwerk, eine für das Oberpositiv, eine für das Rückpositiv, vier für das Pedal).
- Spieltisch(e):
  - Spielschrank.
  - 3 Manuale.
  - Pedal.
  - Registerzüge.
- Traktur:
  - Tontraktur: Mechanisch
  - Registertraktur: Mechanisch
- Stimmung:
  - Chorton, a1 = 465 Hz
  - Art: Ursprünglich wohl Mitteltönigkeit, ab 1828 gleichschwebend, ab 2008 wieder mitteltönig.

## Orgel an der Nordwand
Im nördlichen Seitenschiff steht eine Orgel, die die Orgelbau-Anstalt B. Grüneberg 1906 gebaut hatte. Sie hat fünf Register auf zwei Manualen und Pedal und mechanische Kegelladen.
Die Orgel stand ursprünglich im Lehrerseminar in Anklam und kam später nach Altentreptow. 1999 wurde sie von Christian Scheffler restauriert und in der Marienkirche Stralsund aufgestellt. Sie ist fast vollständig im Originalzustand erhalten.

## Positiv auf der Nordempore
Auf der Nordempore steht ein Positiv, das Johann Gottfried Schmidt aus Rostock 2007 gebaut hatte. Er verwendete dazu Pfeifenmaterial, das die Orgelbaufirma Schuke von 1951 bis 1959 für die Stellwagenorgel der Marienkirche als Ersatz hergestellt hatte und das nach der jetzigen Restaurierung wieder frei geworden war. Es hat vier Register und wird auch als Continuoorgel verwendet.

## Kabinettorgel in der Bruderschaftskapelle
In der Bruderschaftskapelle steht eine Kabinettorgel. Sie wurde um 1760 in den Niederlanden als Bureau-Orgel gebaut und hatte vier Register ohne Pedal. 1810 wurde ein Obergehäuse mit zwei weiteren Diskantregistern ergänzt.
2000 restaurierte Hans van Rossum aus Andel das Instrument teilweise. Es hat weiterhin sechs Register, vier geteilt in Diskant und Bass, zwei als Diskantregister.

## Organisten
- 1547–1565: Kaspar Liste († um 1566)
- 1566–1568: Nikolaus Holsten
- 1570–1571: Johannes Papa (Pape)
- 1572–1578: Eberhard Westenhausen
- 1579–1589: Hermann Ebel († 1616)
- 1592–1605: Paul Harder († 1623)
- 1607–1629: Nikolaus Petersen († 1629)
- 1630–1633: Hinricus Olphenius († 1633)
- 1635–1646: Johann Vierdanck (um 1605–1646)
- 1646–1682: Daniel Schröder († 1682)
- 1682–1709: Andreas Schick († 1709)
- 1709–1743: Daniel Schön
- 1743–1759: Gerhard Christoph Raupach (1708–1759)
- 1759–1760: Johann Wilhelm Hertel (1727–1789)
- 1760–1774: Johann Martin Benkenstein
- 1774–1780: Georg Ludwig Zeidler
- 1780–1816: Antonin Mattstedt
- 1817–1848: Nikolaus Lachner
- 1849–1871: Carl Kohrt
- 1872–1907: Fritz Leesch
- 1907–1908: Albert Krüger
- 1909–1911: Walther Kühn
- 1912–1913: Otto Österreich
- 1913–1914: Erhardt Mühlberg
- ?: Elisabeth Bürger
- ?–1951: Albert Fröhling (1876–1971)
- 1951–1993: Dietrich W. Prost
- 1993–1997: Martin Hofmann
- seit 1997: Martin Rost

## Aufnahmen/Tonträger
- Die Stellwagenorgel der Marienkirche zu Stralsund - Werner Jacob, Eterna-LP 8 26 925 (1977)
- Norddeutsche Orgelmusik – Werke von Buxtehude / Scheidemann / Tunder / Hanff / Lübeck - Dietrich W. Prost, Eterna-LP 8 27 219 (1978)
- St. Marien zu Stralsund – Die Stellwagen-Orgel von 1659. 1995, STW 95906/Evangelische Kirchgemeinde St.Marien Stralsund, CD (Martin Rost spielt Werke von Bruhns, Buxtehude, Hanff, Scheidemann, Siefert, Böhm, Volckmar).
- Dietrich Buxtehude (1637–1707) – Orgelwerke. 2000, AVA/Evangelische Kirchgemeinde St. Marien Stralsund, CD.
- Historische Orgeln in Vorpommern. 2001, Förderverein St.Marien Stralsund e. V. (Martin Rost, Peter van Dijk, Wim Diepenhorst, Wouter van Belle und Cor van Wageningen spielen Werke von Buxtehude, Bach, Mozart, Schumann, Rheinberger u. a.).
- St. Marien zu Stralsund – Orgelkonzert zur Heiligen Nacht. 2001, AVA/Evangelische Kirchgemeinde St. Marien Stralsund, CD (Martin Rost spielt Werke von Scheidemann, Buxtehude, Estendorffer, Bruhns, Bach u. a.).